# David Elmer Jeremiah
David Elmer Jeremiah, ameriški admiral, * 25. februar 1934, † 7. oktober 2013.